# Aileron (automobile)
Pour les articles homonymes, voir aileron.
 (septembre 2014).
Si vous disposez d'ouvrages ou d'articles de référence ou si vous connaissez des sites web de qualité traitant du thème abordé ici, merci de compléter l'article en donnant les références utiles à sa vérifiabilité et en les liant à la section « Notes et références ».

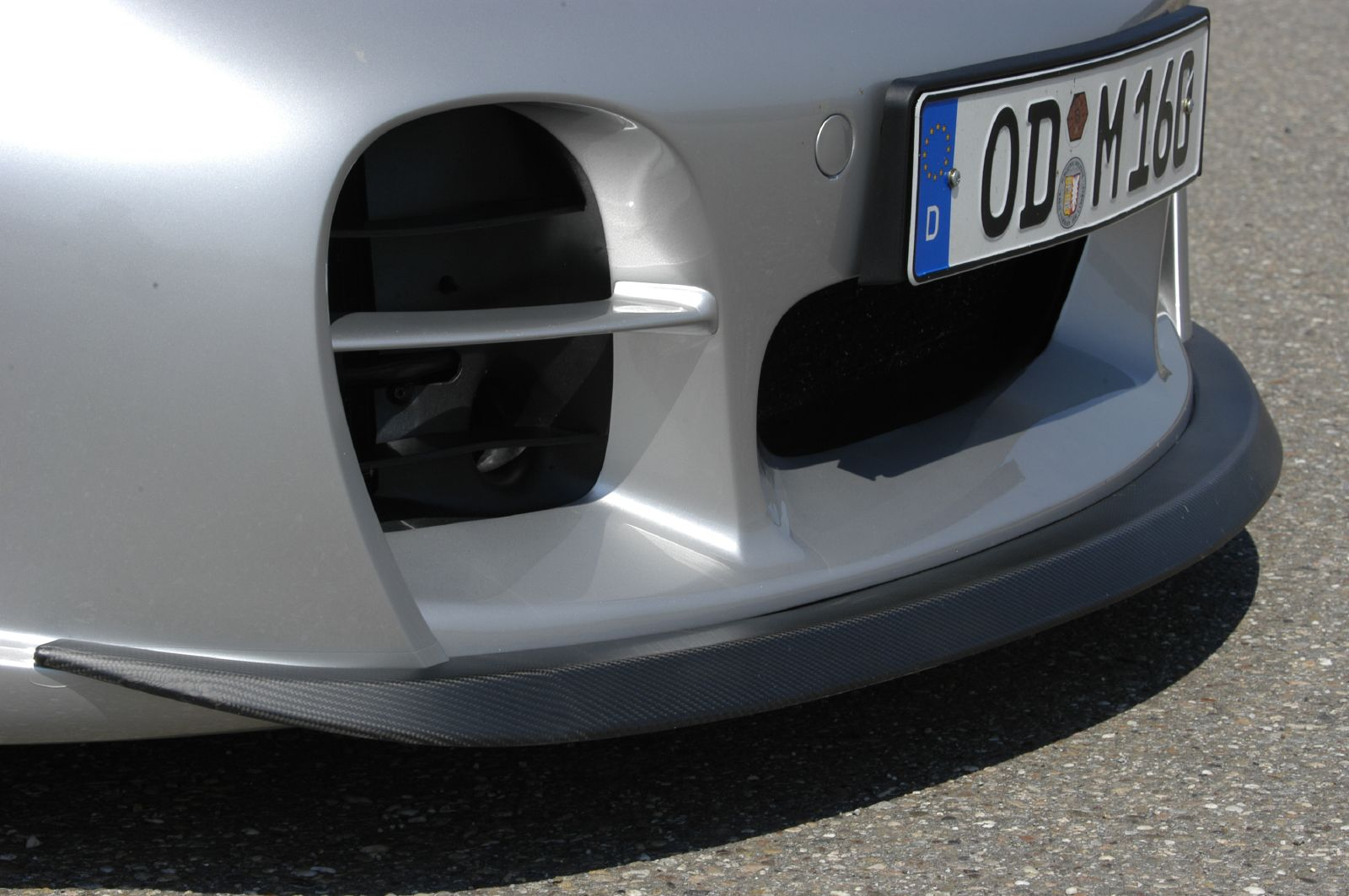
Spoiler avant

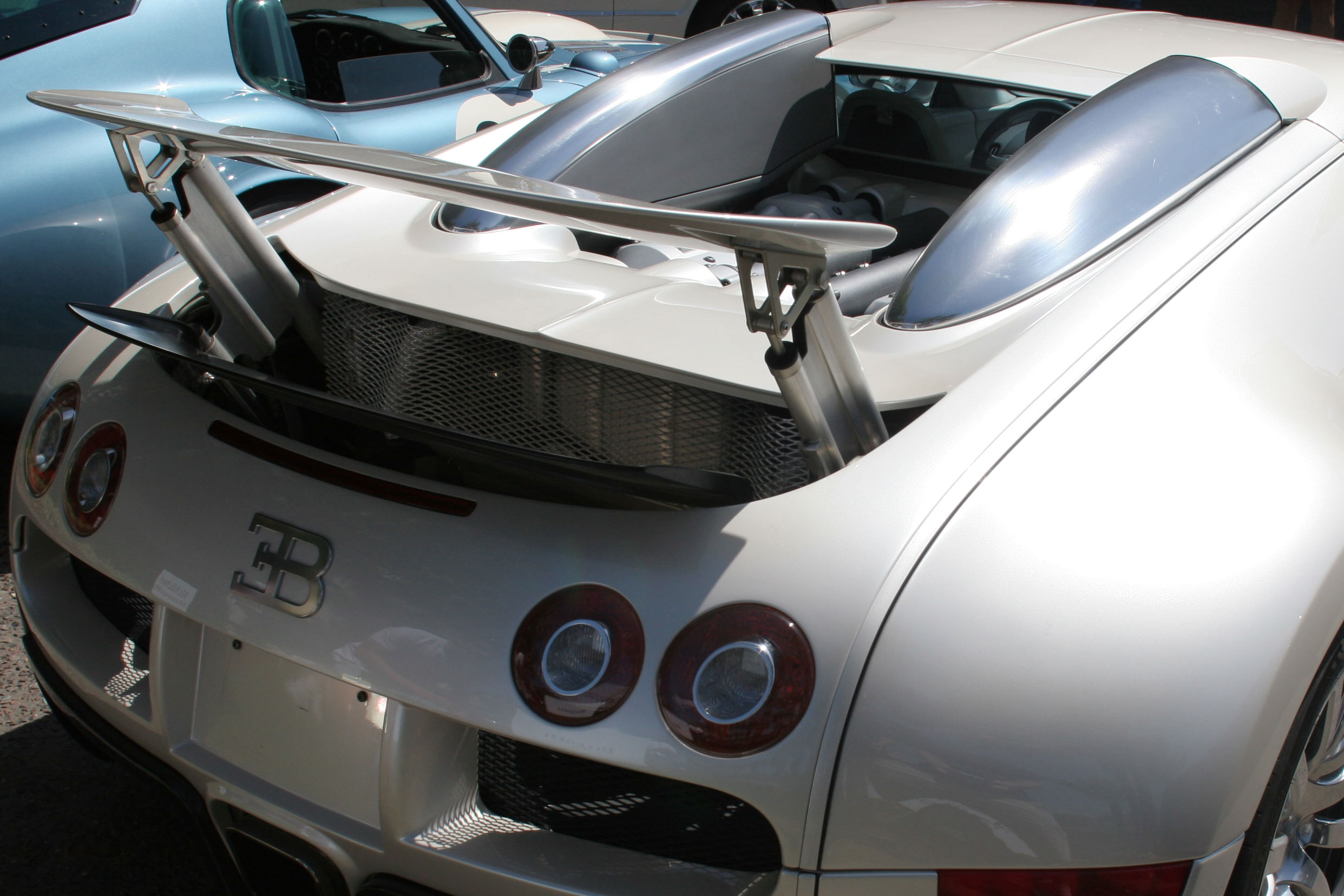
Aileron arrière rétractable sur une Bugatti Veyron

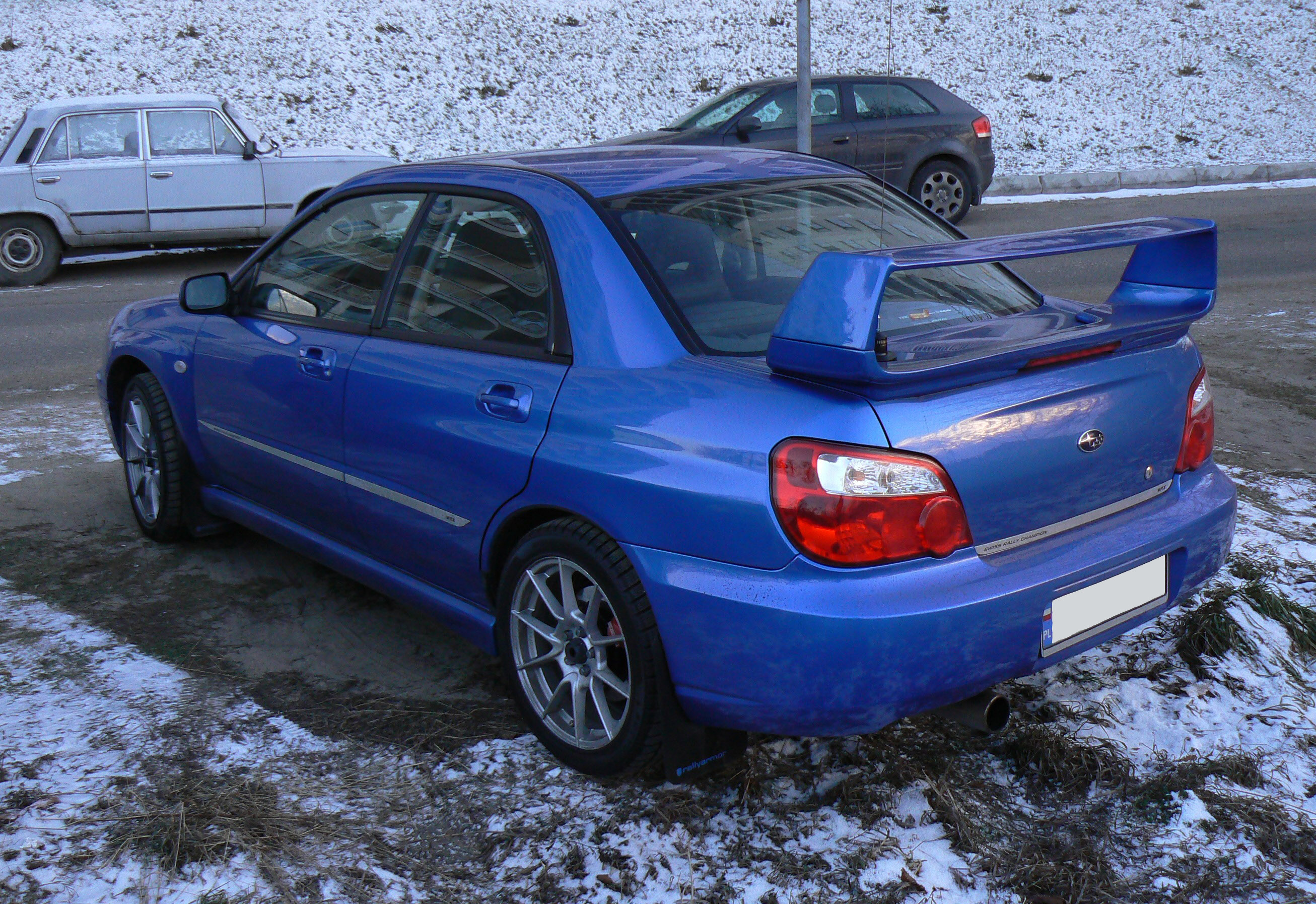
L'aileron fixe d'une Subaru Impreza.

En termes automobile, un aileron (ou spoiler en anglais) est une pièce de carrosserie destinée à améliorer l'adhérence et la stabilité du véhicule sur lequel il est placé, essentiellement à haute vitesse.
Les ailerons sont utilisés, tant d'un point de vue fonctionnel, sur les voitures de courses ou les automobiles sportives, que, par extension, d'un point de vue esthétique sur beaucoup de véhicules « haut de gamme » mais n'ayant pas toujours un effet positif sur la performance, car ils augmentent la trainée et le poids supporté par les roues arrière, surtout à grande vitesse.

## Historique
Ses premières utilisations en compétition automobile remonteraient aux années 1950. Mercedes-Benz utilisa un volet mobile servant d'aérofrein pour compenser la faiblesse des freins à tambours face aux freins à disque Dunlop des Jaguar. Plusieurs constructeurs se sont alors attelés à développer des ailerons mobiles pour apporter une force de freinage supplémentaire. 
Michael May essaya ainsi d'engager une Porsche 550 Spyder équipée d'un aileron mobile aux 1 000 km du Nurburgring 1958, mais le départ lui fut refusé par la direction de course qui gardait un mauvais souvenir de l'accident des 24 Heures du Mans 1955 dans lequel une Mercedes ainsi équipée était en cause[réf. souhaitée].  
Jim Hall fut l'un des principaux metteur au point de ce système. La Chaparral 2F utilisée pendant la saison 1967 montre d'ailleurs l'intérêt qu'il portait à ce système. Porsche utilisa aussi des ailerons mobiles sur ses 908LH (1968) et 917LH (1969). Le système d'aileron utilisé par Porsche comprenait une lame centrale fixe deux petits volets mobiles (un de chaque côté) relié à la suspension arrière de la voiture par une tringlerie. Dans un virage sous l'effet de la force centrifuge, la voiture s'écrase sur les roues du côté extérieur, délestant les roues côté intérieur. Le système "Porsche" corrige cet effet, l'aileron intérieur se braque vers le bas pour apporter de l'appui et celui du côté extérieur se braque vers le haut pour en enlever côté extérieur. Ce système permettait un gain de stabilité dans les virages à haute vitesse. Il se calque un peu sur le principe des premiers ailerons en Formule 1. 
Les premiers ailerons de F1 étaient fixés directement sur les suspensions, de sorte que l'appui était directement apporté sur la roue et non par l'intermédiaire de la caisse comme c'est le cas depuis les années 1970. Les ailerons sont utilisés sur la très grande majorité des voitures de course moderne mais leur principal défaut est de créer une traînée proportionnelle à la vitesse de la voiture. Jim Hall l'ayant compris très tôt, il essaya en 1970, sur la 2J un système de deux turbines entraînées par un moteur 125 cm3 2 temps qui créaient une force d'aspiration sous la voiture pour ne pas subir l'effet frein de la traînée tout en créant une dépression sous le véhicule.

## Types
Les spoilers arrière sont les plus connus mais ils existent également pour la face avant du véhicule. Installés sous le pare-chocs, ils sont généralement utilisés pour diriger l'air vers l'extérieur ou sous le véhicule, améliorant ainsi la pénétration dans l'air pour diminuer le coefficient de traînée (Cx). 
Les voitures de sport sont les plus fréquemment équipées à l'avant comme à l'arrière de spoilers. Les ailerons arrière sont parfois rétractables ; commandés électroniquement, ils sortent et prennent une position adaptée à la vitesse du véhicule ou au mode de conduite choisi par le conducteur.
De nombreuses automobiles présentent un décrochement à la base du pare-brise et à la base de la lunette arrière. Le flux d'air suivant ces silhouettes de carrosserie devient turbulent et une faible zone de pression est créée, augmentant ainsi la traînée et donc l'instabilité (cf. Théorème de Bernoulli). L'ajout d'un aileron arrière permet à l'air de mieux circuler sur une pente plus douce.
Les camions lourds, comme les tracteurs de semi-remorque, possèdent aussi un aileron sur le dessus de la cabine afin de réduire la traînée causée par la résistance à l'air de la remorque. Ces ailerons permettent de diminuer significativement la consommation de carburant.

## Principe
Le principe d'un aileron est le même que celui d'une aile d'avion (portance aérodynamique), mais son fonctionnement est inversé ici, car il est destiné à plaquer l'automobile au sol alors qu'il sert à soulever l'avion. Cette force est appelée déportance.
À partir d'une certaine vitesse, l'inclinaison vers le haut et/ou le léger bombement vers le bas de l'aileron, accélère l'écoulement de l'air sous l'aileron, ce qui engendre une dépression sous l'aileron. Cette perturbation a pour objectif premier de réduire l'instabilité générée naturellement par la forme du véhicule en marche. Cette dépression crée une force dirigée vers le bas, augmentant le poids supporté par les pneumatiques donc leur adhérence, améliorant ainsi la stabilité en courbe et au freinage du véhicule.
Dans presque tous les cas, la traînée augmente à mesure que la vitesse du véhicule augmente. Ainsi, certains ailerons sont uniquement efficaces à vitesse modérée et inutiles, voire contre-productifs, à haute ou à très haute vitesse. L'objectif pour les ingénieurs est alors d'obtenir le meilleur compromis entre la force de déportance et la traînée, de façon à maximiser les vitesses en courbes, sans trop pénaliser celles en ligne droite.